# Kaique Rocha
Kaique Rocha Lima, meglio noto come Kaique Rocha (Taboão da Serra, 28 febbraio 2001), è un calciatore brasiliano, difensore dell'Internacional.

## Carriera

### Club

#### Santos
Nato a Taboão da Serra, all'età di 12 anni è entrato a far parte del settore giovanile del Santos. Il 22 marzo 2017, firma il suo primo contratto da professionista con la squadra, con durata triennale.
Il 9 novembre 2018, in seguito alla scadenza del contratto di Robson Bambu e agli infortuni di Lucas Veríssimo e Luiz Felipe, il tecnico Cuca lo promuove in prima squadra.

#### Sampdoria e prestito all'Internacional
Il 2 settembre 2019 viene acquistato dalla Sampdoria, con cui firma un contratto quinquennale, per una cifra di 1.200.000 di euro, con il Santos che si assicura il 15% in caso di vendita. Inizialmente aggregato alla formazione Primavera, il 27 ottobre 2020 fa il suo esordio in prima squadra, nella vittoria casalinga per 1-0 contro la Salernitana in Coppa Italia.
Il 30 agosto 2021 passa in prestito biennale all'Internacional.
A fine prestito fa ritorno alla Samp, con cui rescinde il contratto il 20 gennaio 2023.

## Statistiche

### Presenze e reti nei club
Statistiche aggiornate al 20 gennaio 2023.
| Stagione             | Squadra              | Campionato           | Campionato | Campionato | Coppe nazionali | Coppe nazionali | Coppe nazionali | Coppe continentali | Coppe continentali | Coppe continentali | Altre coppe | Altre coppe | Altre coppe | Totale | Totale |
| Stagione             | Squadra              | Comp                 | Pres       | Reti       | Comp            | Pres            | Reti            | Comp               | Pres               | Reti               | Comp        | Pres        | Reti        | Pres   | Reti   |
| -------------------- | -------------------- | -------------------- | ---------- | ---------- | --------------- | --------------- | --------------- | ------------------ | ------------------ | ------------------ | ----------- | ----------- | ----------- | ------ | ------ |
| 2018                 | Santos               | A1/SP+A              | 0          | 0          | CB              | 0               | 0               | CL                 | 0                  | 0                  |             | -           | -           | 0      | 0      |
| gen.-set. 2019       | Santos               | A1/SP+A              | 0          | 0          | CB              | 0               | 0               | CS                 | 0                  | 0                  |             | -           | -           | 0      | 0      |
| Totale Santos        | Totale Santos        | Totale Santos        | 0          | 0          |                 | 0               | 0               |                    | 0                  | 0                  |             | -           | -           | 0      | 0      |
| 2019-2020            | Sampdoria            | A                    | 0          | 0          | CI              | 0               | 0               |                    | -                  | -                  |             | -           | -           | 0      | 0      |
| 2020-2021            | Sampdoria            | A                    | 0          | 0          | CI              | 1               | 0               |                    | -                  | -                  |             | -           | -           | 1      | 0      |
| Totale Sampdoria     | Totale Sampdoria     | Totale Sampdoria     | 0          | 0          |                 | 1               | 0               |                    | -                  | -                  |             | -           | -           | 1      | 0      |
| ago.-dic. 2021       | Internacional        | PD/RS+A              | 0+3        | 0          | CB              | 0               | 0               | CL                 | 0                  | 0                  |             | -           | -           | 3      | 0      |
| 2022                 | Internacional        | PD/RS+A              | 10+7       | 0          | CB              | 1               | 0               | CS                 | 2                  | 0                  |             | -           | -           | 20     | 0      |
| Totale Internacional | Totale Internacional | Totale Internacional | 20         | 0          |                 | 1               | 0               |                    | 2                  | 0                  |             | -           | -           | 23     | 0      |
| Totale carriera      | Totale carriera      | Totale carriera      | 20         | 0          |                 | 2               | 0               |                    | 2                  | 0                  |             | -           | -           | 24     | 0      |

## Palmarès
- Campionato Gaúcho: 1

Internacional: 2025